# Merih Demiral
Merih Demiral este un fotbalist profesionist turc care joacă ca fundaș central pentru clubul din Serie A Juventus și echipa națională a Turciei.